# 第51回全米映画批評家協会賞
51st NSFC Awards

作品賞: 

 ムーンライト 
第51回全米映画批評家協会賞は2016年の映画を対象としており、2017年1月7日に発表された。

## 受賞結果
※（）内は決選投票での得票数

### 作品賞
- 1位 - 『ムーンライト』 (バリー・ジェンキンス監督) (54)
  - 2位 - 『マンチェスター・バイ・ザ・シー』 (ケネス・ロナーガン監督) (39)
  - 3位 - 『ラ・ラ・ランド』 (デミアン・チャゼル監督) (31)

### 監督賞
- 1位 - バリー・ジェンキンス - 『ムーンライト』 (53)
  - 2位 - デミアン・チャゼル - 『ラ・ラ・ランド』 (37)
  - 3位 - ケネス・ロナーガン - 『マンチェスター・バイ・ザ・シー』 (23)

### 主演男優賞
- 1位 - ケイシー・アフレック - 『マンチェスター・バイ・ザ・シー』 (65)
  - 2位 - デンゼル・ワシントン - 『フェンス』 (21)
  - 3位 - アダム・ドライヴァー - 『パターソン』 (20)

### 主演女優賞
- 1位 - イザベル・ユペール - 『エル ELLE』『未来よ こんにちは』 (57)
  - 2位 - アネット・ベニング - 『20センチュリー・ウーマン』 (30)
  - 3位 - サンドラ・フラー - 『ありがとう、トニ・エルドマン』(22)

### 助演男優賞
- 1位 - マハーシャラ・アリ - 『ムーンライト』 (72)
  - 2位 - ジェフ・ブリッジス - 『最後の追跡』 (18)
  - 2位 - マイケル・シャノン - 『ノクターナル・アニマルズ』 (14)

### 助演女優賞
- 1位 - ミシェル・ウィリアムズ - 『マンチェスター・バイ・ザ・シー』 (58)
  - 2位 - リリー・グラッドストーン - 『ライフ・ゴーズ・オン 彼女たちの選択』 (45)
  - 3位 - ナオミ・ハリス - 『ムーンライト』 (25)

### 脚本賞
- 1位 - ケネス・ロナーガン - 『マンチェスター・バイ・ザ・シー』 (61)
  - 2位 - バリー・ジェンキンス - 『ムーンライト』 (39)
  - 3位 - テイラー・シェリダン - 『最後の追跡』 (16)

### 撮影賞
- 1位 - ジェームズ・ラクストン - 『ムーンライト』 (52)
  - 2位 - リヌス・サンドグレン - 『ラ・ラ・ランド』 (27)
  - 3位 - ロドリゴ・プリエト - 『沈黙 -サイレンス-』 (23)

### 外国語映画賞
- 1位 - 『ありがとう、トニ・エルドマン』 ドイツ (52)
  - 2位 - 『お嬢さん』 韓国 (26)
  - 3位 - 『エル ELLE』 フランス (19)
  - 3位 - 『未来よ こんにちは』 フランス (19)

### ノンフィクション映画賞
- 1位 - 『O.J.: Made in America』 (64)
  - 2位 - 『私はあなたのニグロではない』 (36)
  - 3位 - 『13th -憲法修正第13条-』 (20)

### 映画遺産賞
- Kino Lorber’s five-disc collection “Pioneers of African-American Cinema”

### 特別表彰
- クリスティ・プイウ - 『シエラネバダ』“Sieranevada”